# Football Club Anži Tallinn
Il Football Club Anži Tallinn, noto semplicemente come Anži Tallinn, è stata una squadra estone di calcio a 5 con sede a Tallinn. 

## Storia
La società è stata fondata dall'ex hockeista  Dmitry Klimov e dall'imprenditore Zeinulla Arakchiev; fu quest'ultimo a suggerire di chiamare la squadra "Anži", che nella lingua cumucca significa "perla".
L'Anži è stata la prima squadra estone a partecipare alla Coppa UEFA in quanto primo campione nazionale (2006-2007). Nell'estate del 2016 la società si è fusa con i concittadini del Rinopal Ajax.

## Rosa 2007/2008
| N° | Naz.               | Ruolo | Sportivo              | Anno |  |  |
| -- | ------------------ | ----- | --------------------- | ---- |  |  |
| -  | Estonia (bandiera) | -     | Aleksandr Aleksandrov | -    |  |  |
| -  | Estonia (bandiera) | -     | Mark Boskin           | -    |  |  |
| -  | Estonia (bandiera) | -     | Roman Brjuhhovetski   | -    |  |  |
| -  | Estonia (bandiera) | -     | Ali-Gussein Kerimov   | -    |  |  |
| -  | Estonia (bandiera) | -     | Dmitri Klimov         | -    |  |  |
| -  | Estonia (bandiera) | -     | Andrei Kotšergin      | -    |  |  |
| -  | Estonia (bandiera) | -     | Sergei Leontovitš     | -    |  |  |
| -  | Estonia (bandiera) | -     | Mihhail Maslennikov   | -    |  |  |
| -  | Russia (bandiera)  | -     | Denis Pervushin       | -    |  |  |
| -  | Estonia (bandiera) | -     | Roman Saifullin       | -    |  |  |
| -  | Estonia (bandiera) | -     | Maxim Sergeev         | -    |  |  |
| -  | Estonia (bandiera) | -     | Viktor Sergejev       | -    |  |  |
| -  | Estonia (bandiera) | -     | Anton Smetanin        | -    |  |  |
| -  | Estonia (bandiera) | -     | Ivan Tšistjakov       | -    |  |  |

## Palmarès
- Campionato estone: 6

2006-2007, 2009-2010, 2010-2011, 2011-2012, 2012-2013, 2013-2014